# Goldberger See
Der Goldberger See liegt in der Sternberger Seenlandschaft östlich von Goldberg im Landkreis Ludwigslust-Parchim in Mecklenburg-Vorpommern und hat eine ovale Form. Er liegt in einer reizvollen, naturbelassenen Landschaft im Naturpark Nossentiner/Schwinzer Heide. Während die Ostseite sehr naturbelassen und bewaldet ist, wird die Westseite landwirtschaftlich genutzt.  Am Südufer liegt ein Verlandungsmoor mit Schilfröhrichtbeständen, Seggenrieden, Tümpeln, Erlenbrüchen und Feuchtwiesen sowie verlandeten Torfstichen. Das Gebiet ist Lebensraum für einige Orchideenarten, Lurche und schilfbewohnende Vogelarten.
Der Goldberger See ist ein ausgesprochener Muldensee und liegt in einem Becken zusammen mit den Großen Medower See und den Woostener See. Die durchschnittliche Tiefe beträgt 2,1 Meter, der See ist somit sehr flach. Diese geringe Tiefe hat zur Folge, dass an heißen Sommertagen der Sauerstoff im Wasser knapp wird und dieser Zustand dann zu einem Fischsterben führen kann, wie auch schon 1908 geschehen.
Er wird von der Mildenitz durchflossen.

## Geschichte
Um 1756 wurde der Goldberger See auch der Große See genannt. Nur ein Viertel gehörte zum Herzoglichen Amt Goldberg, drei Viertel zu Woosten.

## Freizeit und Erholung
Im Nordwesten des Gewässers befindet sich ein Campingplatz und eine Hotelanlage. Der See kann mit Ruderbooten befahren werden.
Im Jahr 2002 fanden auf dem See die Weltmeisterschaften im Eissegeln statt.
Südlich des Sees führen die Bundesstraße 192 und die Bahnlinie der stillgelegten Bahnstrecke Wismar–Karow am Ufer vorbei.